# 2312 (romance)
2312 é um romance de ficção científica hard publicado em 2012 e escrito por Kim Stanley Robinson. Ele se passa no ano de 2312 quando a sociedade humana se espalhou por todo o sistema solar. Grande parte da ação ocorre no planeta Mercúrio. O romance ganhou o Prêmio Nebula de Melhor Romance em 2012.

## Sinopse
O romance se passa, como o título sugere, no ano de 2312, na grande cidade de Terminator em Mercúrio, que é construída sobre em faixas gigantescas, a fim de manter-se constantemente sobre o lado escuro do planeta, protegido do Sol. Swan Er Hong, um artista e ex-designer de terrário de asteroides, está de luto pela morte súbita de sua avó postiça, Alex, que era muito influente entre os habitantes de Terminator. Após o funeral, uma conferência é realizada entre a família e os amigos íntimos de Alex (alguns dos quais Swan nunca ouviu falar, incluindo Fitz Wahram, um nativo da lua Titã, o qual Swan não gosta). Após a reunião conferência, Swan decide sair para Io para visitar um outro amigo de Alex, chamado Wang, que projetou um dos maiores qubes, ou computadores quânticos. Enquanto Swan visita Wang em Io, um violento ataque contra Terminator logo acontece. Como Swan está viajando, ela aprende mais sobre o mistério em torno da morte de sua avó e a destruição de sua cidade natal, Terminator. Com Wahram e Genette, Swan viaja por todo o sistema solar e investiga uma série crescente de conspirações.